# Elkton (Maryland)
Elkton is een plaats (town) in de Amerikaanse staat Maryland, en valt bestuurlijk gezien onder Cecil County.

## Demografie
Bij de volkstelling in 2000 werd het aantal inwoners vastgesteld op 11.893.
In 2006 is het aantal inwoners door het United States Census Bureau geschat op 14.753, een stijging van 2860 (24.0%).

## Geografie
Volgens het United States Census Bureau beslaat de plaats een oppervlakte van
21,3 km², waarvan 20,8 km² land en 0,5 km² water. Elkton ligt op ongeveer 2 m boven zeeniveau.

## Plaatsen in de nabije omgeving
De onderstaande figuur toont nabijgelegen plaatsen in een straal van 12 km rond Elkton.